# Simulium zaporojae
Simulium zaporojae är en tvåvingeart som beskrevs av Pavlichenko 1986. Simulium zaporojae ingår i släktet Simulium och familjen knott.
Artens utbredningsområde är Ukraina. Inga underarter finns listade i Catalogue of Life.